# Electra monilophora
Electra monilophora är en mossdjursart som beskrevs av Liu 1999. Electra monilophora ingår i släktet Electra och familjen Electridae. Inga underarter finns listade i Catalogue of Life.